# Грачишће
Грачишће (итал. Gallignana) је градић и општина у Хрватској, у Истарској жупанији.

## Географија
Пићан се налази у Истри, 8 km источно од Пазина, на регионалном путу Пазин-Кршан, на надморској висини од 457 m. Лоциран је на брежуљку као типичан средњовековни истарски град. Општина захвата територију од 61 km².

## Историја
Грачишће се први пут помиње 1199. године. Црквице Св. Антона Падованског и Св. Еуфемије саграђени су 1383, а црква Мајке Божје саграђена је 1425. године. Црква Св. Вида је подигнута 1769.

## Демографија
На попису становништва 2011. године, општина Грачишће је имала 1.419 становника, од чега у самом Грачишћу 466.
Према попису из 2001. године општина Грачишће има 1.433 становника. Градић Грачишће има 467 становника.

## Попис1991.
На попису становништва 1991. године, насељено место Грачишће је имало 452 становника, следећег националног састава:
| Попис 1991.‍  | Попис 1991.‍  | Попис 1991.‍ | Попис 1991.‍ | Попис 1991.‍ |
| ------------ | ------------ | ----------- | ----------- | ----------- |
|              |              |             |             |             |
| Хрвати       | Хрвати       |             | 309         | 68,36%      |
| Муслимани    | Муслимани    |             | 11          | 2,43%       |
| Италијани    | Италијани    |             | 8           | 1,76%       |
| Југословени  | Југословени  |             | 5           | 1,10%       |
| регион. опр. | регион. опр. |             | 110         | 24,33%      |
| непознато    | непознато    |             | 9           | 1,99%       |
| укупно: 452  |              |             |             |             |